# Leslie Brooks
Pour les articles homonymes, voir Brooks.
Leslie Brooks est une actrice américaine, de son vrai nom Virginia Leslie Gettman, née le 13 juillet 1922 à Lincoln (Nebraska, États-Unis), morte le 1er juillet 2011 à 88 ans.

## Biographie
Elle débute au cinéma en 1941, enchaînant sept films comme figurante — dont deux où elle est créditée Lorraine (Loraine) Gettman — jusqu'en 1942. Cette année-là, elle intègre la Columbia Pictures puis, sous le pseudonyme de Leslie Brooks, tourne notamment trois films musicaux, sans doute ses mieux connus, aux côtés de Rita Hayworth : Ô toi ma charmante (1942, avec Fred Astaire), La Reine de Broadway (1944, avec Gene Kelly) et Cette nuit et toujours (1945, avec Janet Blair).
En 1948, elle se retire quasiment, à l'exception d'une ultime prestation dans un film sorti en 1971 (l'avant-dernier, un court métrage, étant lui sorti en 1949). En tout, elle apparaît dans seulement vingt-neuf films américains (voir la filmographie complète qui suit), dont le film noir Blonde Ice, sorti en 1948, où elle tient le premier rôle féminin, entre autres aux côtés de Russ Vincent, son futur second mari, qu'elle épouse en 1950.

## Filmographie complète
- 1941 : La Danseuse des Folies Ziegfeld (Ziegfeld Girl) de Robert Z. Leonard et Busby Berkeley (non créditée)
- 1941 : Navy Blues de Lloyd Bacon (créditée Loraine Gettman)
- 1941 : The Body Disappears de D. Ross Lederman (petit rôle, coupé au montage)
- 1941 : Jimmy s'en va-t-en guerre (You're in the Army Now) de Lewis Seiler (créditée Lorraine Gettman)
- 1942 : L'Homme qui vint dîner (The Man who came to Dinner) de William Keighley (non créditée)
- 1942 : La Glorieuse Parade (Yankee Doodle Dandy) de Michael Curtiz (non créditée)
- 1942 : La Justice des hommes (The Talk of the Town) de George Stevens (non créditée)
- 1942 : Overland to Deadwood de William Berke
- 1942 : Lucky Legs de Charles Barton
- 1942 : Ô toi ma charmante (You Were Never Lovelier) de William A. Seiter
- 1942 : Underground Agent de Michael Gordon
- 1943 : La Cité sans hommes (City without Men) de Sidney Salkow
- 1943 : Two Señoritas from Chicago de Frank Woodruff
- 1943 : What's Buzzin', Cousin ? de Charles Barton
- 1944 : Crime au pensionnat (Nine Girls) de Leigh Jason
- 1944 : La Reine de Broadway (Cover Girl) de Charles Vidor
- 1945 : Cette nuit et toujours (Tonight and Every Night) de Victor Saville
- 1945 : I Love a Bandleader de Del Lord
- 1946 : The Man Who Dared (en) de John Sturges
- 1946 : It's Great to be Young de Del Lord
- 1946 : Le Baiser de la mort (The Secret of the Whistler) de George Sherman
- 1947 : Cigarette Girl de Gunther von Fritsch
- 1947 : L'assassin ne pardonne pas (The Corpse came C.O.D.) d'Henry Levin
- 1948 : The Cobra Strikes de Charles Reisner
- 1948 : Romance à Rio (Romance on the High Seas) de Michael Curtiz
- 1948 : Blonde Ice de Jack Bernhard
- 1948 : Le Balafré (Hollow Triumph) de Steve Sekely
- 1949 : Screen Snapshots 1860 : Howdy, Podner de Ralph Staub (court métrage ; elle-même)
- 1971 : How's your Love Life ? de Russel Vincent